# 克莉絲汀·泰根
克莉絲汀·泰根·斯蒂芬斯（英語：Christine Teigen Stephens，1985年11月30日—），又稱克莉絲·泰根（英語：Chrissy Teigen），是一位美國模特兒。她在2010年度的《運動畫刊泳裝特輯》首度亮相，並於2014年與妮娜·阿格戴爾和莉莉·奧爾德里奇一同擔任封面模特兒。

## 早年生活
1985年11月30日，泰根生於美國猶他州德爾塔。她的父親是一位挪威人，而母親則為泰國人。泰根的父親曾是位電工，而他們經常搬家，曾居住於夏威夷、愛達荷州和華盛頓州西雅圖，最後在泰根青年時定居於加利福尼亞州亨廷頓海灘。她是在一家衝浪店工作時，被一位攝影師相中。

## 職業生涯
泰根透過紐約的IMG模特兒經紀公司於全球發跡。她在2004年成為IGN寶貝，並在2006至2007年間作為《一擲千金》的替代模特兒。她在2007年7月亮相於《美信》日曆封面。她出席過許多代言活動，包括吉列維納斯、歐蕾、耐吉、骷顱頭耳機、搖滾和平、Billabong、Beach Bunny泳裝（同時也擔任時裝周特派員）以及玖熙時尚抗乳腺癌慈善基金（Nine West Fashion Targets Breast Cancer）。她也常受邀作為嘉賓參加一些節目，像是E!、TMZ、MTV、FUSE/MSG以及Extra，還有《超級名模生死鬥》和《Watch What Happens: Live》。她在2013年春季主持VH1電視台的真實選秀節目《Model Employee》。
泰根在2010年登上《運動畫刊泳裝特輯》，並且被評為「年度最佳新人」。她的朋友與同胞布魯克林·黛珂早已在《運動畫刊》向世人介紹她，並幫她拉票。她同時也在2011、2012及2013年再度登上《運動畫刊泳裝特輯》。她在2014年與妮娜·阿格戴爾和莉莉·奧爾德里奇一同登上《運動畫刊泳裝特輯》的五十周年紀念封面。
泰根除了《運動畫刊》，也登上《Ocean Drive》雜誌，以及義大利的《時尚》、《君子雜誌》、《Glamour》還有《柯夢波丹》。
泰根也曾在2011年和另一位運動畫刊泳裝模特兒伊莉娜·沙伊克作為EA Sports的电子游戏《極速快感：亡命天涯》的遊戲女主角。
當泰根不在時尚的模特兒圈時，她私底下是一位廚師與作家。她是部落格www.sodelushious.com的筆者，並且樂於分享她遊歷各國時所見的美食。她也曾在2013年2月13日上過烹飪頻道 (美國電視頻道)，當時的節目標題是《Chrissy Teigen's Hungry》，由泰根詳述她的婚禮餐點，並由她的未婚夫約翰傳奇品嘗。
泰根在2012年獲選為美國電視頻道Spike TV的「我們的新女友」。她也在2013年出現在丈夫約翰傳奇的歌曲〈All of Me〉的音樂錄影帶中，而約翰傳奇也表示這首歌的靈感便是來自於泰根。

## 個人生活
泰根與音樂家約翰傳奇在經過七年交往後，於2011年12月訂婚。並在2013年9月14日於義大利科莫結婚。

## 外部連結
- 克莉絲·泰根（chrissyteigen）的X（前Twitter）
- Sodelushious.com－泰根的烹飪與美食部落格 （页面存档备份，存于）
- 克莉絲汀·泰根於模特兒目錄（Fashion Model Directory）的相關資料
- 克莉絲汀·泰根在互联网电影资料库（IMDb）上的資料（英文）
- Profile at Vision Management